# Guzmania undulatobracteata
Guzmania undulatobracteata är en gräsväxtart som först beskrevs av Werner Rauh, och fick sitt nu gällande namn av Werner Rauh. Guzmania undulatobracteata ingår i släktet Guzmania och familjen Bromeliaceae. Inga underarter finns listade i Catalogue of Life.